# Грузская (приток Ольшанки)
Грузская (укр. Грузька) — левый приток реки Ольшанка, протекающий по Черкасскому району (Черкасская область, Украина).

## География
Длина — 16, 17,4 км. Площадь водосборного бассейна — 80,8, 83,4 км².
Берёт начало от ручьёв в селе и возле села Валява: в его отдельной части (бывшее село Тёплый Яр) — возле ж/д остановочного пункта Чубовка). Река течёт на северо-восток, затем — юго-восток. Впадает в реку Ольшанка (на 43-км от её устья) в северной периферийной части города Городище.
Русло средне-извилистое. На реке созданы пруды.
Притоки: Завадовка.
Населённые пункты на реке (от истока до устья):
1. Валява (бывшее село Тёплый Яр)
2. Завадовка
3. Набоков
4. Городище

В долине реки создан Валявский заказник.